# 阿瑪格拉OG-43衝鋒槍
阿瑪格拉OG-43衝鋒槍（英語：Armaguerra OG-43）及其以後的版本，OG-44衝鋒槍是一款在二战時期由薩羅共和國槍械設計師喬瓦尼·奧利亞尼（Giovanni Oliani）所設計的冲锋枪，僅停留在原型槍的水平，發射9×19毫米魯格口徑手枪子彈。

## 起源和發展
由位於克雷莫納的阿瑪格拉公司的設計師喬瓦尼·奧利亞尼（Giovanni Oliani）所研製的OG-43，是一枝受到最大的經濟性產品和最高隱蔽性的啟發以下研製的短距離推進用途自動突擊武器。這是在意大利社會共和國緊急情況以下生產的一系列武器，並與TZ-45衝鋒槍、FNAB-43衝鋒槍伊索塔弗拉斯基尼構成其中的一部分。接下來的版本，OG-44，卻具有一個更傳統的形狀。雖然該槍得到了意大利社会共和国戰爭部批准生產，但該國已到了事件的邊緣而從未成事。

## 概述
OG-43具有一個在尊重當代型號的非常現代化的線條。該槍由壓制鋼製成，連彈匣也充當了其握把。L形槍機與其復進簧在槍管上方的圓筒裡滑動。這設計可減少該槍點發期間的槍管傾斜。拉機柄在機匣的上方沿著復進簧保持圓筒滑動。槍托支架可向槍身折疊或向後方展開。該槍亦在扳機護環前方、穿孔的槍管罩的下方，設置了置於前方、斜倚的木製握把。該武器還採用了與貝瑞塔MAB 38相同的雙排式10、20、30、40發可拆卸式彈匣供彈。該槍為短行程反沖作用原理，在半自動和全自動模式以下都是開放式槍栓。瞄準具固定在100公尺和200公尺。

### OG-44
OG-44版本具有更為傳統的線條。它採用了以铰链連接到手槍握把的傳統型木製槍托，定位在扳機和彈匣固定插槽的後方。重量比OG-43稍高，而總長度亦加長至787毫米。

## 外部連結
- （英文）—Modern Firearms—Armaguerra OG-43 and OG-44 submachine gun （页面存档备份，存于）
- （英文）—Security Arms.com—ARMAGUERRA CREMONA OG44 （页面存档备份，存于）
- （英文）—The Firearm Blog.com—Mystery SMG Revealed: Armaguerra OG-43 （页面存档备份，存于）
- （英文）—Dieselpunks.org—Meanly Beautiful: OG-43 （页面存档备份，存于）